# Вулиця Євгена Коновальця (Черкаси)
Вулиця Євгена Коновальця — одна з вулиць у місті Черкаси. Знаходиться у мікрорайоні Дахнівка.

## Розташування
Вулиця починається від вулиці Поліської і простягається на південний схід до вулиці Генерала Коротеєва. З вулицею перетинається вулиця Горіхова.

## Опис
Вулиця неширока та неасфальтована, забудована приватними будинками.

## Історія
До 1983 року вулиця називалась на честь радянського революціонера польського походження Воровського, а після приєднання села Дахнівка до міста Черкаси носила назву на честь двічі Героя Радянського союзу генерала Павла Рибалка. У грудні 2022 депутати Черкаської міської ради затвердили перейменування на вулицю Євгена Коновальця. 